# ويليام نوربرت
ويليام نوربرت (14 يناير 1980 في فرنسا - ) (بالفرنسية: Guillaume Norbert)‏ هو لاعب كرة قدم فرنسي في مركز الوسط. لعب مع نادي أنجيه ونادي كريتيل ونادي لوريان ونادي لوهافر ونادي نانت.

## وصلات خارجية
- ويليام نوربرت على موقع رابطة كرة القدم الفرنسية للمحترفين (الإنجليزية)
- ويليام نوربرت على موقع قاعدة بيانات كرة القدم.إي يو (الإنجليزية)